# سئورینو کاناوسی
سئورینو کاناوسی (ایتالیایی: Severino Canavesi; ۲۷ ژانویهٔ ۱۹۱۱ – ۳۰ ژانویهٔ ۱۹۹۰) دوچرخه‌سوار اهل ایتالیا بود.